# Daniella Monet
Daniella Monet Zuvic (Los Angeles, 1º marzo 1989) è un'attrice e conduttrice televisiva statunitense.
È nota per aver interpretato Trina Vega in Victorious, Rebecca Martin in Zoey 101 e Bertha per tutta la serie Fred. È stata la conduttrice di AwesomenessTV dal 2013 al 2015, e conduttrice di Paradise Run dal 2017 al 2018.

## Biografia
Daniella Monet Zuvic è nata a Los Angeles, in California. Suo padre è cileno di origini in parte croate, mentre sua madre è di origini italiane.

## Carriera
Nel 2010, ha avuto un ruolo ricorrente nella serie drammatica della NBC, American Dreams. Monet ha ottenuto un ruolo ricorrente nella sitcom della ABC, 8 Simple Rules nel ruolo di Missy Keinfield, l'interesse amoroso di Rory per la seconda stagione. Ha una sorella, Sissy (Elena Lyons), a cui piace CJ. Alla fine è stata scelta come Megan Kleinman nella sitcom di breve durata della CBS, Listen Up! dove ha recitato accanto a Jason Alexander. Ha anche recitato in Zoey 101 in tre episodi dal 2006 al 2007. È apparsa anche nel film del 2010 Simon Says e nei film del 2007 Nancy Drew e Taking Five.
Dal 2010 al 2013, Monet ha recitato nella serie commedia Nickelodeon, Victorious nel ruolo di Trina Vega, la sorella maggiore di Tori Vega e una studentessa di Hollywood Arts ma senza talento ed è descritta come "strana" e "fastidiosa".
Ha anche sostituito Jennette McCurdy nel ruolo di Bertha in Fred 2: La notte della vita Fred, Fred 3: Camp Fred e Fred: The Show. Sulla base di Due Fantagenitori serie di cartoni animati, ha interpretato il ruolo di Tootie accanto a Drake Bell nel film del 2011 Un fantafilm - Devi crescere, Timmy Turner!, e ha ripreso il suo ruolo in A Fairly Odd Christmas del 2012, e A Fairly Odd Summer del 2014.
Monet ha ospitato una serie di realtà comica di Nickelodeon chiamata AwesomenessTV che è stata presentata in anteprima il 1º luglio 2013, ma lo spettacolo è stato cancellato dopo 2 stagioni nel 2015. È stato trapiantato dalle clip di YouTube aggiungendo nuovo materiale. I segmenti includevano schizzi di personaggi, satire di celebrità e video musicali di parodia. Ospita anche il gioco Nickelodeon, Paradise Run.

## Vita privata
Monet è vegana e sostiene le cause del benessere degli animali. Ha posato per una campagna PETA che incoraggia gli studenti a rifiutare di sezionare gli animali in classe. Monet ha anche sostenuto la parola di Ariana Grande alle persone di smettere di sostenere SeaWorld dopo che la Grande ha visto Blackfish. Come parte di PETA, Daniella Monet ha fatto una pubblicità per loro dove ha interpretato una sirena quando si trattava di parlare alla gente del consumo di pesce da parte degli umani. È diventata vegetariana all'età di cinque anni e vegana dall'età di 13 anni.
Nel dicembre 2017, Monet si fidanzò con Andrew Gardner dopo sette anni di appuntamenti. Il 3 aprile 2019, la coppia ha annunciato che stavano aspettando il loro primo figlio, nato il 30 settembre 2019; la Monet ha dato alla luce la loro secondogenita, Ivry Monet Gardner, il 12 febbraio 2021.

## Filmografia

### Attrice

#### Cinema
- Simon Says - Gioca o muori! (Simon Says), regia di William Dear (2006)
- Nancy Drew, regia di Andrew Fleming (2007)

#### Televisione
- Pacific Blue – serie TV, episodio 3x13 (1997)
- Still Standing – serie TV, episodio 2x01 (2003)
- American Dreams – serie TV, 3 episodi (2003)
- 8 semplici regole (8 Simple Rules) – serie TV, episodi 2x06-2x13-2x23 (2003-2004)
- The Bernie Mac Show – serie TV, episodio 3x21 (2004)
- Listen Up! – serie TV, 22 episodi (2004-2005)
- Zoey 101 – serie TV, episodi 3x01-3x02-3x09 (2006-2007)
- Zack e Cody al Grand Hotel (The Suite Life of Zack & Cody) – serie TV, episodio 3x19 (2008)
- ICarly (iCarly) – serie TV, episodi 3x10-4x10 (2010-2011)
- Victorious – serie TV, 49 episodi (2010-2013)
- Un fantafilm - Devi crescere, Timmy Turner! (A Fairly Odd Movie: Grow Up, Timmy Turner!), regia di Savage Steve Holland – film TV (2011)
- Super Ninja (Supah Ninjas) – serie TV, episodio 1x13 (2011)
- IParty con Victorious (iParty with Victorious), regia di Steve Hoefer – film TV (2011)
- Un Fanta Natale (A Fairly Odd Christmas), regia di Savage Steve Holland – film TV (2012)
- Melissa & Joey – serie TV, episodio 3x10 (2013)
- AwesomenessTV – serie TV, 20 episodi (2013-2015)
- Un papà da Oscar (See Dad Run) – serie TV, episodi 3x13-3x12 (2014)
- Il FantaParadiso (A Fairly Odd Summer), regia di Savage Steve Holland – film TV (2014)
- Nicky, Ricky, Dicky & Dawn – serie TV, episodio 2x11 (2015)
- Baby Daddy – serie TV, 10 episodi (2016-2017)
- Paradise Run – programma televisivo (2016-2018) – conduttrice
- Cugini per la vita (Cousins for Life) – serie TV, episodio 1x16 (2019)

### Doppiatrice
- Winx Club – serie animata (2011-2015)
- Turbo FAST (Turbo Fast) – serie animata, episodio 1x23 (2014)

## Video musicali
- Thank U, Next di Ariana Grande (2018)

## Doppiatrici italiane
- Loretta Di Pisa in Victorious, Un fantafilm: devi crescere Timmy Turner!, Un Fanta Natale, Fred: the Show, Super Ninja, A fairy odd Summer, Nickelodeon's Sizzling Summer Camp Special, Paradise run, Cousins for Life.
- Monica Vulcano in Zoey 101, Winx
- Domitilla D'Amico in Taking 5 - Una rock band in ostaggio
- Benedetta Degli Innocenti in Baby Daddy
- Alessia Amendola in Nancy Drew
- Giulia Tarquini in Listen Up!.